# Universella decimalklassifikationen
Universella decimalklassifikationen (UDK) är ett klassificeringssystem för bibliotek som bygger på det decimala talsystemet och har sitt ursprung i Deweys decimalsystem. 
Den första upplagan av UDK utkom 1905 på franska. Systemet underhålls av UDC Consortium med säte i Haag. Publikationen, som betecknar över 72.000 signa, är helt webbaserad, med flera fullständiga språkliga upplagor, bl.a. på engelska, franska, spanska, holländska. Det finns en mycket förkortad version motsvarande ca 2.600 signa på ett 57-tal språk.
Den svenska förkortade upplagan online från 2020 omfattar 10.577 notationer, cirka en sjundedel av de 72 000 signa som det fullständiga systemet innehåller. Den svenska versionen underhålls av Miguel Benito, som också ansvarar för miniupplagan med 2.600 signa.

## Klasser
- 0 – Vetenskap och kunskap. Organisation. Datorvetenskap. Information. Dokumentation. Biblioteksvetenskap. Institutioner. Allmänna publikationer
  - 00 – Allmänna grunder för vetenskap och kultur
  - 01 – Bibliografi. Kataloger. Bokförteckningar
  - 02 – Biblioteksväsen
  - 03 – Allmänna encyklopedier och uppslagsverk (som ämne)
  - 05 – Allmänna tidskrifter och publikationsserier (som ämne)
  - 06 – Sammanslutningar
  - 07 – Tidningar. Tidningsväsen. Journalistik
  - 08 – Polygrafer. Samlingsverk
  - 09 – Handskrifter. Bokrariteter

- 1 – Filosofi. Psykologi. Etik
  - 10 – Filosofins väsen och uppgift
  - 11 – Metafysik. Grundproblem
  - 12 – Speciell metafysik
  - 13 – Andens filosofi. Andelivets metafysik
  - 14 – Filosofiska system och ståndpunkter
  - 159.9 – Psykologi
  - 16 – Logik. Kunskapsteori. Logisk metodlära
  - 17 – Moral. Etik. Praktisk filosofi. Levnadsvisdom

- 2 – Religion. Teologi
  - 21 – Skriftlösa religioner
  - 22 – Östasiatiska religioner
  - 23 – Indiska religioner. Hindu religionen i bred mening
  - 24 – Buddhism
  - 25 – Antikens religioner
  - 26 – Judendom
  - 27 – Kristen religion
  - 28 – Islam
  - 29 – Moderna religiösa rörelser

- 3 – Samhällsvetenskaperna
  - 30 – Metoder inom samhällsvetenskaperna. Sociala frågor, allmänt. Socialpolitik. Genusstudier. Sociografi. Beskrivande studier av samhället (både kvalitativt och kvantitativt)
  - 31 – Statistikens teori. Metodlära. Samhälle
  - 32 – Politik
  - 33 – Nationalekonomi
  - 34 – Rätt. Rättsvetenskap
  - 35 – Offentlig förvaltning. Förvaltningsrätt
  - 36 – Socialvård. Skydd av mentalla och materiella livsbehov
  - 37 – Utbildning
  - 39 – Kulturantropologi. Etnografi. Seder och bruk. Folklore. Traditioner. Levnadssätt

- 4 – Vakant

- 5 – Matematik. Naturvetenskap
  - 50 – Miljövetenskaperna. Naturskydd. Miljövård
  - 51 – Matematik
  - 52 – Astronomi. Astrofysik. Rymdforskning. Geodesi
  - 53 – Fysik
  - 54 – Kemi. Kristallografi. Mineralogi
  - 55 – Geologi. Geofysik. Hydrologi. Meteorologi. Klimatologi
  - 56 – Paleontologi
  - 57 – Biologiska vetenskaper
  - 58 – Botanik
  - 59 – Zoologi

- 6 – Tillämpade vetenskaper. Medicin. Teknologi
  - 60 – Bioteknologi
  - 61 – Medicinska vetenskaper
  - 62 – Ingenjörsvetenskaper. Teknik
  - 63 – Jordbruk och besläktade vetenskaper och teknik. Skogsbruk. Lantbruk. Trädgårdsskötsel. Djurskötsel. Jakt. Fiske
  - 64 – Huslig ekonomi. Hushåll
  - 65 – Företagsekonomi. Industriell organisation. Kommunikation
  - 66 – Kemisk teknik. Kemisk-teknisk industri
  - 67 – Diverse industrier och hantverk
  - 68 – Industrier, hantverk och handel för färdiga eller monterade artiklar
  - 69 – Husbyggnadsverksamhet

- 7 – Konst. Samhällsplanering. Arkitektur. Fotografi. Musik. Spel. Sport
  - 71 – Samhällsplanering
  - 72 – Arkitektur
  - 73 – Skulptur
  - 74 – Teckning. Konsthantverk
  - 75 – Måleri
  - 76 – Grafisk konst. Grafisk design
  - 77 – Fotografi och liknande processer
  - 78 – Musik
  - 79 – Underhållning. Spel. Sport

- 8 – Språk. Lingvistik. Litteratur
  - 80 – Allmänna frågor rörande lingvistik och språkvetenskap. Filologi
  - 81 – Lingvistik och språk
  - 82 – Litteraturvetenskap

- 9 – Arkeologi. Geografi. Biografi. Historia
  - 90 – Arkeologi. Förhistoria. Lämningar från historisk tid. Hembygdskunskap
  - 91 – Geografi. Jordens och enskilda länders geografiska utforskning. Resor. Regional geografi
  - 92 – Biografier. Genealogi. Heraldik. Flaggor
  - 93 – Historievetenskap. Historiens hjälpvetenskaper
  - 94 – Allmän historia